# La Bénisson-Dieu
La Bénisson-Dieu és un municipi francès situat al departament del Loira i a la regió d'Alvèrnia-Roine-Alps. L'any 2007 tenia 444 habitants.

## Demografia

### Població
El 2007 la població de fet de La Bénisson-Dieu era de 444 persones. Hi havia 168 famílies de les quals 32 eren unipersonals (20 homes vivint sols i 12 dones vivint soles), 68 parelles sense fills, 60 parelles amb fills i 8 famílies monoparentals amb fills.
La població ha evolucionat segons el següent gràfic:
Habitants censats

### Habitatges
El 2007 hi havia 203 habitatges, 173 eren l'habitatge principal de la família, 16 eren segones residències i 13 estaven desocupats. 191 eren cases i 11 eren apartaments. Dels 173 habitatges principals, 128 estaven ocupats pels seus propietaris, 40 estaven llogats i ocupats pels llogaters i 5 estaven cedits a títol gratuït; 6 tenien dues cambres, 26 en tenien tres, 49 en tenien quatre i 92 en tenien cinc o més. 144 habitatges disposaven pel capbaix d'una plaça de pàrquing. A 78 habitatges hi havia un automòbil i a 90 n'hi havia dos o més.

### Piràmide de població
La piràmide de població per edats i sexe el 2009 era:
| Homes | Edats   | Dones |
| ----- | ------- | ----- |
| 0     | 95 o +  | 0     |
| 0     | 90 a 94 | 0     |
| 0     | 85 a 89 | 8     |
| 0     | 80 a 84 | 4     |
| 8     | 75 a 79 | 12    |
| 8     | 70 a 74 | 12    |
| 8     | 65 a 69 | 0     |
| 20    | 60 a 64 | 12    |
| 12    | 55 a 59 | 16    |
| 8     | 50 a 54 | 12    |
| 16    | 45 a 49 | 12    |
| 28    | 40 a 44 | 16    |
| 8     | 35 a 39 | 20    |
| 16    | 30 a 34 | 24    |
| 16    | 25 a 29 | 0     |
| 4     | 20 a 24 | 8     |
| 20    | 15 a 19 | 8     |
| 20    | 10 a 14 | 24    |
| 12    | 5 a 9   | 20    |
| 16    | 0 a 4   | 8     |

## Economia
El 2007 la població en edat de treballar era de 287 persones, 213 eren actives i 74 eren inactives. De les 213 persones actives 198 estaven ocupades (109 homes i 89 dones) i 15 estaven aturades (5 homes i 10 dones). De les 74 persones inactives 33 estaven jubilades, 21 estaven estudiant i 20 estaven classificades com a «altres inactius».

### Ingressos
El 2009 a La Bénisson-Dieu hi havia 169 unitats fiscals que integraven 432 persones, la mediana anual d'ingressos fiscals per persona era de 16.492 €.

### Activitats econòmiques
Dels 12 establiments que hi havia el 2007, 1 era d'una empresa extractiva, 1 d'una empresa de fabricació d'altres productes industrials, 2 d'empreses de construcció, 5 d'empreses de comerç i reparació d'automòbils, 1 d'una empresa d'hostatgeria i restauració i 2 d'empreses de serveis.
Dels 3 establiments de servei als particulars que hi havia el 2009, 1 era un taller de reparació d'automòbils i de material agrícola, 1 lampisteria i 1 restaurant.
L'any 2000 a La Bénisson-Dieu hi havia 9 explotacions agrícoles que ocupaven un total de 370 hectàrees.

## Equipaments sanitaris i escolars
El 2009 hi havia una escola elemental.

## Poblacions més properes
El següent diagrama mostra les poblacions més properes.